# Wielki stary dom
Wielki stary dom (hiszp. El Kaserón) – hiszpańska komedia z 2008 roku wyreżyserowana przez Paua Martíneza. Wyprodukowana przez Cibeles Producciones, Galavis Film i Just Films.

## Opis fabuły
Alfredo (Fele Martínez) rozpoczyna pracę jako prawnik w urzędzie miasta i od razu zostaje rzucony na głęboką wodę. Kamienicę w centrum miasta nielegalnie zamieszkuje grupa squatterów, których niezwłocznie trzeba się stamtąd pozbyć. Problem jednak w tym, że lokatorzy ani myślą się wyprowadzać. To zadanie okazuje się dla Alfredo nie lada wyzwaniem.

## Produkcja
Zdjęcia do filmu kręcono w Barcelonie w Hiszpanii.

## Obsada
Źródło: Filmweb
- Fele Martínez jako Alfredo
- Andrew Tarbet jako McGuffin
- Ángel de Andrés López jako Modesto
- Manuel Tallafé jako Axel
- Inma Cuesta jako Eva
- Jordi Rico jako Marc
- Marc Rodríguez jako Ventura
- Mercè Lleixà jako Assumpta

i inni.